# Sukajadi (Meranti)
Sukajadi is een bestuurslaag in het regentschap Asahan van de provincie Noord-Sumatra, Indonesië. Sukajadi telt 1194 inwoners (volkstelling 2010).